# Тірунелвелі
Тірунелвелі (там. திருநெல்வேலி, англ. Tirunelveli) — місто в індійському штаті Тамілнад, адміністративний центр однойменного округу.

## Географія
Місто розташоване у південній частині штату (англ. Pandya Nadu) у середній течії Тамбарапарані на південний схід від Коромандельського узбережжя.

### Клімат
Місто знаходиться у зоні, котра характеризується кліматом тропічних саван. Найтепліший місяць — квітень із середньою температурою 22.7 °C (72.9 °F). Найхолодніший місяць — грудень, із середньою температурою 20.8 °С (69.4 °F).
| Клімат Тірунелвелі      | Клімат Тірунелвелі | Клімат Тірунелвелі | Клімат Тірунелвелі | Клімат Тірунелвелі | Клімат Тірунелвелі | Клімат Тірунелвелі | Клімат Тірунелвелі | Клімат Тірунелвелі | Клімат Тірунелвелі | Клімат Тірунелвелі | Клімат Тірунелвелі | Клімат Тірунелвелі | Клімат Тірунелвелі |
| Показник                | Січ.               | Лют.               | Бер.               | Квіт.              | Трав.              | Черв.              | Лип.               | Серп.              | Вер.               | Жовт.              | Лист.              | Груд.              | Рік                |
| Середній максимум, °C   | 24,5               | 25                 | 25,7               | 25,9               | 25,3               | 23,9               | 23,4               | 23,5               | 23,9               | 23,9               | 23,8               | 23,9               | 24,4               |
| Середня температура, °C | 20,9               | 21,4               | 22,2               | 22,7               | 22,5               | 21,5               | 21                 | 21,1               | 21,3               | 21,1               | 20,9               | 20,8               | 21,5               |
| Середній мінімум, °C    | 17,3               | 17,8               | 18,8               | 19,6               | 19,8               | 19                 | 18,6               | 18,6               | 18,7               | 18,4               | 18,1               | 17,6               | 18,5               |
| Норма опадів, мм        | 23.7               | 26.9               | 31.6               | 100.8              | 133.2              | 212.3              | 137.5              | 116.6              | 107.7              | 215.2              | 151.9              | 63.2               | 1320.5             |
| ----------------------- | ------------------ | ------------------ | ------------------ | ------------------ | ------------------ | ------------------ | ------------------ | ------------------ | ------------------ | ------------------ | ------------------ | ------------------ | ------------------ |
| Джерело: Weatherbase    |                    |                    |                    |                    |                    |                    |                    |                    |                    |                    |                    |                    |                    |